# Злодеите от Вали Вю
„Злодеите от Вали Вю“ (на английски: The Villains of Valley View) е американски комедиен сериал, който е излъчен премиерно по Дисни Ченъл на 3 юни 2022 г. В сериала участват Изабела Папас, Малачи Бартън, Рийд Хорстман, Кейдън Мулър-Йансен, Джеймс Патрик Стюарт и Луси Дейвис.

## Актьорски състав
- Изабела Папас – Ейми / Разруха[1]
- Малачи Бартън – Колби / Флашформ[1]
- Рийд Хорстман – Джейк / Хаос[1]
- Кейдън Мюлер-Йансен – Хартли, съсед на семейство Мадън и най-добрият приятел на Еми, който научава, че семейство Мадън са суперзлодеи.
- Джеймс Патрик Стюарт – Вик / Крейниак, баща на Ейми[1]
- Луси Дейвис – Ева / Сърдж, майка на Ейми[1]
- Патриша Белчър – Силия, баба на Хартли
- Марая Иман Уилсън – Старлинг, тийнейджър супергерой

## В България
В България сериалът е излъчен и по локалната версия на Дисни Ченъл на 13 март 2023 г. с разписание всеки делник от 20:30 ч.

### Нахсинхронен дублаж
| Роля   | Изпълнител               |
| ------ | ------------------------ |
| Ейми   | Августина-Калина Петкова |
| Ева    | Михаела Тюлева           |
| Хартли | Татяна Етимова           |
| Вик    | Момчил Степанов          |
| Джейк  | Владимир Зомбори         |
| Колби  | Даниел Кукушев           |

| Обработка              | Александра Аудио    |
| ---------------------- | ------------------- |
| Изпълнителен продуцент | Васил Новаков       |
| Преводач               | Стоянка Костадинова |
| Режисьор на дублажа    | Анатолий Божинов    |